# Agostino Piovene
Pour les articles homonymes, voir Piovene (homonymie).
 (juillet 2017).
- Si vous ne connaissez pas le sujet, laissez ce bandeau (vous pouvez alors contacter les auteurs).
- Si vous supprimez le contenu mis en cause (vous pouvez préalablement contacter les auteurs),

argumentez précisément cette suppression dans la page de discussion
(un manque de référence n'est pas un argument ; une recherche réelle de référence doit avoir été effectuée, être formellement documentée).
Agostino Gaetano Piovene (Venise, 17 octobre 1671 - 5 avril 1733) est un poète et librettiste d'opéra vénitien.
Il est le fils aîné du comte Coriolano Piovene et de son épouse Cecilia Soranzo. Sa formation littéraire fut probablement acquise à l'Accademia dei Dodonei fondée en 1673 et dont son père devint directeur en 1682. Vers 1711 il participa aux réunions d'une académie philharmonique qui se tenaient deux fois par semaine pour faire de la musique et où des membres de la noblesse tenaient les rôles d'acteurs amateurs pendant la période du carême. Piovene traduisit vraisemblablement dans ce contexte deux tragédies grecques classiques : Œdipe roi de Sophocle (Edipo) et Les Phéniciennes d'Euripide (Le Feniciane).
Il écrivit, entre autres, deux livrets mis en musique en particulier par Antonio Vivaldi : Cunegonda (1726), dont la partition est perdue, et Il Tamerlano (1735), pasticcio comprenant également des airs de Hasse, Giacomelli et Riccardo Broschi.